# Iakovleve, Vilneansk
Iakovleve (în ucraineană Яковлеве) este un sat în comuna Kuprianivka din raionul Vilneansk, regiunea Zaporijjea, Ucraina.

## Demografie
Componența lingvistică a localității Iakovleve
     Ucraineană (84,25%)
     Rusă (15,07%)
     Alte limbi (0,68%)
Conform recensământului din 2001, majoritatea populației localității Iakovleve era vorbitoare de ucraineană (84,25%), existând în minoritate și vorbitori de rusă (15,07%).